# مجلة وعي العمال
وعي العمال

مجلة وعي العمال

مجلة عراقية تهتم بشؤون وفعاليات الطبقة العمالية كانت تصدر عن الاتحاد العام لنقابات العمال. ولكن سبقها في هذا المجال صدور عدد من المجلات في فترات متفاوتة والتي اهتمت بدور ونشاطات هذه الطبقة الكادحة، ففي ثلاثينيات القرن العشرين كان قد ظهر نوع جديد من الصحافة اهتم بشؤون الطبقة العاملة عرف بالصحافة العمالية. حيث صدرت عدة مجلات تتحدث بصوت الطبقة العمالية من بينها:
- مجلة الصنائع صدرت عن جمعية الصنائع عام 1930م.
- مجلة العامل.
- مجلة العمال صدرت في الموصل.

- مجلة وعي العمال

ومن المجلات العراقية المعروفة في تأريخ الصحافة العمالية، والتي مثلت العمال، مجلة وعي العمال، التي اصدرها الاتحاد العام لنقابات العمال في العراق عام 1969م. وتعتبر من أطول المجلات عمرا في تأريخ الصحافة العمالية وذلك لدعم الدولة المستمر لها. ولابد ان نشير انه في 8 ايلول عام 1930 صدر عدد واحد فقط ببغداد من جريدة العامل، لصاحبها عبد المجيد حسن، ومديرها المسؤول فائق القشطيني، وصدرت جريدة العامل في الموصل ثلاث مرات في الاسبوع في 5 أيلول عام 1931م، لسعد الله زيادة. وفي عام 1959 اصدر المكتب الثقافي لحزب البعث العربي الاشتراكي جريدة وعي العمال السرية  كما ان الحزب الشيوعي العراقي كان قد اصدر قبل ذلك صحيفة سرية باسم وعي العمال  وجريدة العمل التي كانت سرية أيضاً.

## رؤساء التحرير
تناوب على رئاسة تحرير مجلة وعي العمال عدد من الكتاب وهم كل من:
- محمد عايش حمد
- طارق عزيز[9]
- عبد الخالق السامرائي
- سعد قاسم حمودي[10]
- ناصيف عواد من فلسطين
- محمد مناف الياسين
- عزيز السيد جاسم
- عادل إبراهيم
- صبري الربيعي[11]
- مظهر عارف
- زيد الحلي[12][13]

كانت المجلة اسبوعية ثم أصبحت شهرية، حتى توقفت عن الصدور، توجد نسخ منها في المكتبة الوطنية، ومكتبة المتحف العراقي ببغداد.